# Barbara Czarniawska
Barbara Czarniawska, född 2 december 1948 i Białystok i Polen, död 7 april 2024 i Göteborg, var en polsk-svensk professor i företagsekonomi vid Gothenburg Research Institute.

## Biografi
Barbara Czarniawska blev magister i psykologi vid Warszawa universitet 1970 och avlade ekonomie doktorsexamen vid Handelshögskolan i Warszawa 1976. År 1986 antogs hon som oavlönad docent i företagsekonomi vid Handelshögskolan i Stockholm. 1990–1996 var hon professor i allmän företagsekonomi vid Lunds universitet, varefter hon tillträdde sin forskningsprofessur i Göteborg.
Som forskningsprofessor vid Gothenburg Research Institute, Handelshögskolan i Göteborg, hade hon ansvar först för forskningsprogrammet Managing Big Cities, sedan för Organizing in Action Nets, och senast för Managing Overflow.
Czarniawska studerade komplexa organisationer i flera länder och skrev om det på polska, engelska, svenska och italienska. Hon gjorde betydande teoretiska samt metodologiska bidrag till användningen av narrativ-teorin, socialkonstruktivismen, aktör-nätverk-teorin, samt antropologin i organisatoriska sammanhang. På svenska gav hon bland annat ut Tillitens gränser (2013), Ute på fältet, inne vid skrivbordet (2014) och En teori om organisering. Andra utgåvan (2015).
Tillitens gränser är slutrapporten från den oberoende granskningskommission bestående av Erik Amnå, Lena Marcusson och Czarniawska som tillsattes 2012 av Göteborgs kommun efter de uppmärksammade fall av korruption som avslöjades av Uppdrag granskning 2010, ofta benämnt Muthärvan i Göteborg. Rapporten blev omtalad genom sin kritik mot politiker och tjänstemän i Göteborgs kommun och av den så kallade "Göteborgsandan".
Czarniawska var titulär-professor vid European Institute for Advanced Studies in Management i Bryssel. Hon var Visiting Research Fellow vid Sloan School of Management (MIT, USA), Arbetslivscentrum (Stockholm), London School of Economics and Political Science och Wissenschaftszentrum Berlin. Hon var Scholar-in-Residence vid Rockefeller Foundation (Bellagio, Italy) och Faculty Associate vid Center for Cultural Sociology, Yale University, New Haven, CT. Hon var även Visiting Professor vid flera universitet i Europa, Kanada och Australien.
Czarniawska var ledamot av Kungliga Vetenskapsakademien från 1999 och av Kungliga Ingenjörsvetenskapsakademien sedan 2001. Från 2004 var hon också ledamot av Kungliga Vetenskaps- och Vitterhets-Samhället i Göteborg samt från 2009 utländsk ledamot av Finska Vetenskaps-Societeten.
Czarniawskas vetenskapliga publicering har (2025) enligt Google Scholar över 43 000 citeringar och ett h-index på 77.

## Utmärkelser
- 2000 – "Lily and Sven Thuréus Technical-Economic Award for internationally renowned research in organization theory"
- 2003 – Wihuri International Prize "in recognition of creative work that has specially furthered and developed the cultural and economic progress of mankind".
- 2005 – Oeconomiae doctor honoris causa, Handelshögskolan i Stockholm
- 2006 – Doctor Mercaturae Honoris Causa, Copenhagen Business School
- 2006 – Honorary Doctor of Science (Economics), Helsinki School of Economics
- 2011 – Honorary Member of European Group for Organization Studies (EGOS)
- 2013 – Pro Studio et Scientia, Handelshögskolan vid Göteborgs universitet
- 2017 – 1st EIASM Interdisciplinary Leader Award, 3 april 2017
- 2017 – Honorary Member of ASSIOA, Associazione Italiana di Organizzazione Aziendale
- 2018 – Doctor Mercaturae Honoris Causa, Det Samfundsvidenskabelige Fakultet, Aalborg Universitet
- 2019 – Honorary Member of puntOorg International Research Network
- 2021 – elected corresponding member of British Academy
- 2021 – NEON prize for an extraordinary journey of achievements in Management- and Organization (MOS) studies
- 2022 – Honorary Doctor of Turku School of Economics, University of Turku, Finland
- 2023 – Honorary Doctorate in Communication Sciences at Università Svizzera Italiana, Lugano, Switzerland
- 2023 – Edith Penrose Award (INSEAD/EURAM) for Trail Blazing Research